# 4 Hombres & Flowery
4 Hombres & Flowery, glazbeni blues rock sastav iz Livna, osnovan 2017.
Prvi javni nastup sastav je imao na triljskom Thrill Blues Festivalu 2018. Album prvijenac Mirna Bosna objavljen je 2022., a osim autorskih skladbi, obilježio ga je singl „Emina”, obrada Šantićeve sevdalinke, čiji je spot sniman u livanjskom muzeju „Čuvari starina”, na Livanjskom polju te na terenu Konjičkog kluba Livno. Na ovom albumu ulogu vokala imala je Iva Ivković Ivanišević.
Sljedeći studijski album Đon obraz objavljen je 2025. s novom pjevačicom, Majdom Đonlagić Stupalo. Najavni singl albuma skladba je „Novac u rukama”, obrada pjesme sastava Ekaterina Velika. Na albumu su gostovali i Davor Viduka (Kojoti), Srđan Gojković (Električni orgazam), Borisa Hrepić (Daleka obala), Darko Bakić (Buđenje) te Robert Telčer (Partibrejkers).

## Trenutačni članovi sastava
- Majda Đonlagić Stupalo (vokal)
- Darko Knežević (gitara)
- Mersad Pivčić (bas)
- Amel Brkić (gitara)
- Sabahudin Hajder (bubnjevi)

## Studijski albumi
- Mirna Bosna (2022.)
- Đon obraz (2025.)